# Arctic Race of Norway
La Arctic Race of Norway és una competició ciclista per etapes que es disputa a Noruega. Creada el 2014, forma part del calendari de l'UCI ProSeries amb una categoria 2.Pro. És organitzada per l'Amaury Sport Organisation (ASO) i Arctic Race of Norway (AS).

## Palmarès
| Any  | Vencedor            | Segon                | Tercer               |
| ---- | ------------------- | -------------------- | -------------------- |
| 2013 | Thor Hushovd        | Kenny van Hummel     | Nikias Arndt         |
| 2014 | Steven Kruijswijk   | Alexander Kristoff   | Lars Petter Nordhaug |
| 2015 | Rein Taaramäe       | Silvan Dillier       | Ilnur Zakarin        |
| 2016 | Gianni Moscon       | Stef Clement         | Oscar Gatto          |
| 2017 | Dylan Teuns         | August Jensen        | Michel Kreder        |
| 2018 | Serguei Txernetski  | Markus Hoelgaard     | Colin Joyce          |
| 2019 | Aleksei Lutsenko    | Warren Barguil       | Krists Neilands      |
| 2021 | Ben Hermans         | Odd Christian Eiking | Victor Lafay         |
| 2022 | Andreas Leknessund  | Hugo Houle           | Nicola Conci         |
| 2023 | Stephen Williams    | Cristian Scaroni     | Kevin Vermaerke      |
| 2024 | Magnus Cort Nielsen | Clément Champoussin  | Kevin Vermaerke      |